# Bettina Waldmann
Bettina Waldmann ist eine deutsche Diplomatin. Sie war von 2019 bis 2024 mit der Amtsbezeichnung einer Botschafterin Ständige Vertreterin der Bundesrepublik Deutschland bei der Welthandelsorganisation (WTO).

## Laufbahn
Bettina Waldmann promovierte 1991 an der Universität Konstanz. Nach der Ablegung ihrer Arbeit begann Waldmann ihre Karriere beim Bundesministerium für Wirtschaft und Technologie, wo sie in verschiedenen Positionen tätig war. Unter anderem repräsentierte sie Deutschland in Genf bei den Verhandlungen der Uruguay-Runde, die als Ergebnis das Marrakesch-Abkommen und die Gründung der Welthandelsorganisation hatten. Danach war sie bei der Europäischen Kommission als nationaler Experte für das TRIPS-Abkommen, eines der WTO-Abkommen über geistiges Eigentum, zuständig.
Bis Februar 2011 war Waldmann Leiterin des Referats „Öffentliche Aufträge, Vergabeprüfstelle im Bundesministerium für Wirtschaft und Technologie“. Danach war sie Leiterin des Referats „Wirtschaftspolitische Fragen der Gesundheitspolitik und Sozialordnung“.
Später wechselte sie zum Bundesministerium für Umwelt, Naturschutz und nukleare Sicherheit, wo sie verschiedene Abteilungen leitete.
Am 1. September 2019 trat sie die Nachfolge von Walter Werner als Ständiger Vertreter bei der WTO an. Im Jahr 2022 wurde sie zur Vorsitzenden des Committee on Budget, Finance and Administration, eines Unterkomitee des Allgemeinen Rates der WTO. Im Herbst 2024 wurde sie im Amt der Ständigen Vertreterin bei der WTO von Carmen Heidecke abgelöst.

## Publikation
- Der wettbewerbsrechtliche Schutz von Kennzeichnungsrechten : insbesondere das Warenzeichen, 1991.[4]